# مريديث آن بيرس
مريديث آن بيرس (بالإنجليزية: Meredith Ann Pierce)‏ (5 يوليو 1958، سياتل في الولايات المتحدة)؛ كاتِبة ومؤلِّفة، مُتخصِّصة في أدب الأطفال، أمينة مكتبة وروائية أمريكية. درست في جامعة فلوريدا.